# Soest (huyện)
Soest (/ˈzoːst/) là một huyện ở trung độ Nordrhein-Westfalen, Đức. Các huyện giáp ranh là Warendorf, Gütersloh, Paderborn, Hochsauerland, Märkischer Kreis, Unna và thành phố không thuộc huyện Hamm.

## Lịch sử
Trong thời Trung cổ, Soest là thành phố lớn nhất của Westphalia, tuy nhiên thành phố này đã tự tách khỏi giáo khu Köln ở Soester Fehde năm 1449 và thành phố đã dần mất tầm quan trọng, vai trò của thành phố đã lấy lại được vào năm 1816 khi chính quyền Phổ mới lập huyện. Năm 1975, huyện được hợp nhất với huyện Lippstadt láng giềng và một phần của huyện cũ Arnsberg.

## Địa lý
Huyện nằm ở phía bắc đồi Sauerland và vùng đất thấp phía bắc đồi, Hellweg. Vùng đất màu mỡ bằng phẳng này được sử dụng làm đất nông nghiệp từ lâu. Sông chính chảy qua huyện này là Ruhr, Sông Lippe và sông Möhne, được ngăn tại hồ chứa Möhne. Điểm cao nhất nằm gần Warstein với độ cao 580m, còn điểm thấp nhất là 65m ở thung lũng sông Lippe.

## Huy hiệu
| Huy hiệu của huyện | Huy hiệu của huyện cho thấy hai biểu tượng của bishops Köln, who owned the Soest until 1449. In left half is the key of Saint Peter, the patron of Cologne, in the right the black cross of Cologne. Sau khi huyện được hợp nhất với Lippstadt thì hoa hồng biểu tượng của Lippe đã được thêm vào trên của chữ thập. Mẫu huy hiệu mới này được trao năm 1976. |

## Thị xã và đô thị
| Thị xã                                                                   | Đô thị                                                                             |
| ------------------------------------------------------------------------ | ---------------------------------------------------------------------------------- |
| 1. Erwitte 2. Geseke 3. Lippstadt 4. Rüthen 5. Soest 6. Warstein 7. Werl | 1. Anröchte 2. Bad Sassendorf 3. Ense 4. Lippetal 5. Möhnesee 6. Welver 7. Wickede |